# Хаката (княжество)
Княжество Хаката (яп.  伯太藩 Хаката-хан) — феодальное княжество (хан) в Японии периода Эдо (1727—1871). Хаката-хан располагался в провинции Идзуми (современная префектура Осака) на острове Хонсю.

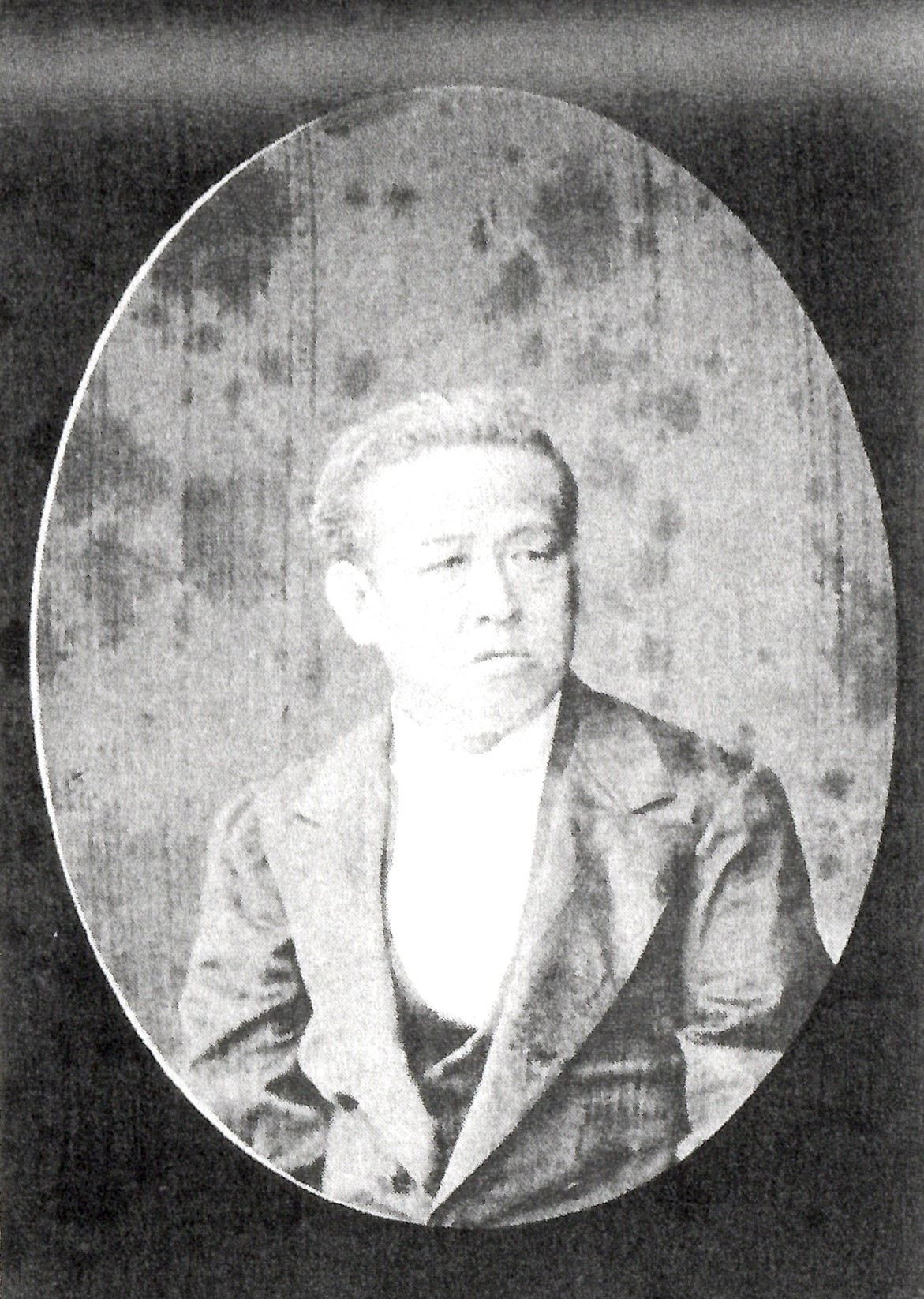
Ватанабэ Акицуна (1833—1894), последний даймё Хаката-хана (1847—1871)

Административный центр хана: Хаката jin’ya в провинции Идзуми (современный город Идзуми, префектура Осака).

## Список даймё
- Род Ватанабэ (фудай-даймё; 13,500 коку)

1. Ватанабэ Мотоцуна (渡辺基綱; 1665—1728)[1], даймё Хаката-хана (1727—1728), старший сын Ватанабэ Сигэцуны (1574—1648)
2. Ватанабэ Норицуна (渡辺登綱; 1694—1767), даймё Хаката-хана (1728—1767), старший сын предыдущего
3. Ватанабэ Нобуцуна (渡辺信綱; 1727—1772), даймё Хаката-хана (1767—1772), второй сын предыдущего
4. Ватанабэ Корецуна (渡辺伊綱; 1757—1825), даймё Хаката-хана (1772—1783), второй сын предыдущего
5. Ватанабэ Хидэцуна (渡辺豪綱; 1759—1793), даймё Хаката-хана (1783—1793), третий сын Ватанабэ Нобуцуны
6. Ватанабэ Харуцуна (渡辺春綱; 1778—1810), даймё Хаката-хана (1793—1810), старший сын предыдущего
7. Ватанабэ Норицуна (渡辺則綱; 1788—1832), даймё Хаката-хана (1810—1828), младший брат предыдущего
8. Ватанабэ Киёцуна (渡辺潔綱; 1814—1876), даймё Хаката-хана (1828—1847), второй сын предыдущего
9. Ватанабэ Акицуна (渡辺章綱; 1833—1894), последний даймё Хаката-хана (1847—1871), старший сын предыдущего.